# Semiothisa neptaria
Semiothisa neptaria är en fjärilsart som beskrevs av Achille Guenée 1858. Semiothisa neptaria ingår i släktet Semiothisa och familjen mätare. Inga underarter finns listade i Catalogue of Life.